# 사이다흐로르 굴리야모프
사이다흐로르 사이다흐메도비치 굴리야모프(Saidakhror Saidakhmedovich Gulyamov, 1947년 6월 25일 ~ )는 경제학자 겸 대학 교수 출신의 소련·우즈베키스탄 정치가 겸 외교관이다. 그는 우즈베키스탄 총리실 국제정치경제외교행정보좌관 직책을 지냈다.